# Prinzenmoor
Prinzenmoor (tysk) eller Prinsemose (dansk) er en kommune og en by i det nordlige Tyskland, beliggende i Amt Hohner Harde i den vestlige del af Kreis Rendsborg-Egernførde. Kreis Rendsborg-Egernførde ligger i den centrale del af delstaten Slesvig-Holsten.

## Geografi
Prinzenmoor ligger omkring 15 km sydvest for Rendsborg i et moselandskab ved floden Ejderen. Bundesstraße 203 fra Rendsborg mod Heide går gennem kommunen.

## Historie
Prinzenmoor blev grundlagt i 1761 i forbindelse med koloniseringen af gesten (Se: kartoffeltyskere). Byen var en af de første geestkolonier og har navn efter Frederik 5.s søn.